# 佔中後援會
佔中後援會（英語：Supporters of Occupy Central）是激進民主派及支持者所發起。他們不滿香港的民主進程緩慢，響應戴耀廷提倡的「讓愛與和平佔領中環」運動。可是，他們擔心溫和的泛民主派會妥協而中止佔中行動，因此另外成立後援會，聲言從旁監察、背後督促。

## 成立

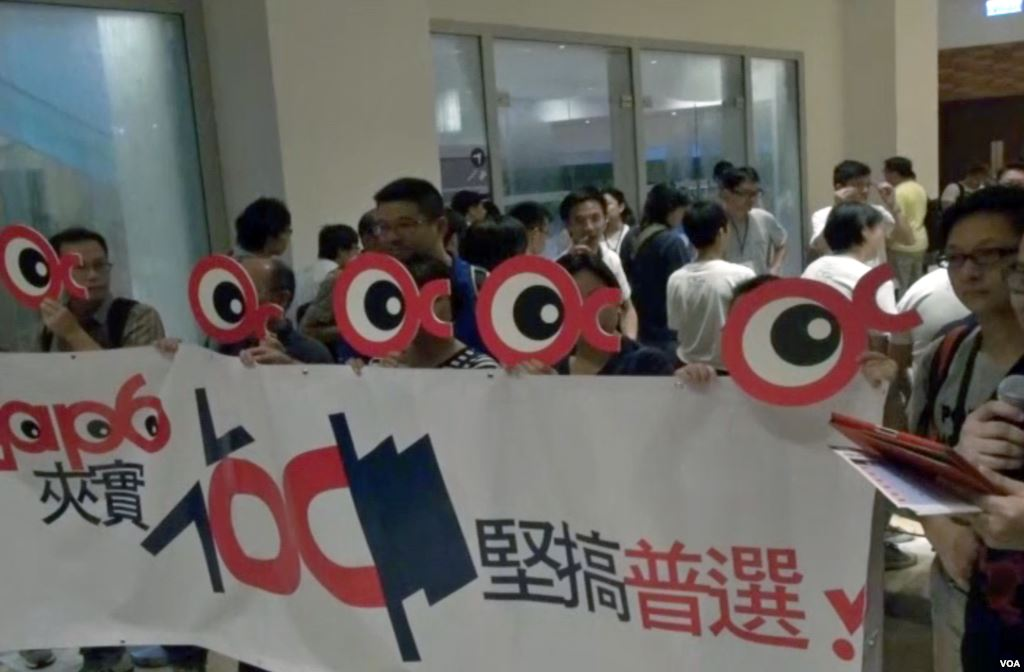
「夾實佔中，堅搞普選」約十人在佔中 D Day 1 向戴耀廷請願。

2013年6月，快必譚得志與張大衛（牧師）牧師「基督路小教會」等人發起「夾實佔中、堅搞普選」運動。6月9日，戴耀廷佔中首日商討日（D Day 1），佔中後援會獲邀出席，由組織者「快必」譚得志向佔中發起人戴耀廷遞交請願信， 「夾實佔中」即時起動，改編歌曲展開網上宣傳攻擊，在七一遊行擺街站派發傳單宣傳理念。 2013年9月，「夾實佔中」活動原班人馬，邀請了人民力量主席袁彌明、執委劉嘉鴻、陳志全等與社民連主席「長毛」梁國雄、行委黃浩銘等，及網媒謎米香港創辦人蕭若元等等，組成「佔中後援會」，聲言發動進步力量，既協助也監督「愛與和平佔領中環」運動。2013年10月13日，佔中後援會在旺角西洋菜街舉行起動大會。 此後更不斷開街站、改編歌曲等等宣傳佔領中環的理念，與夾實佔中的論述。

「佔中後援會」各種街頭活動
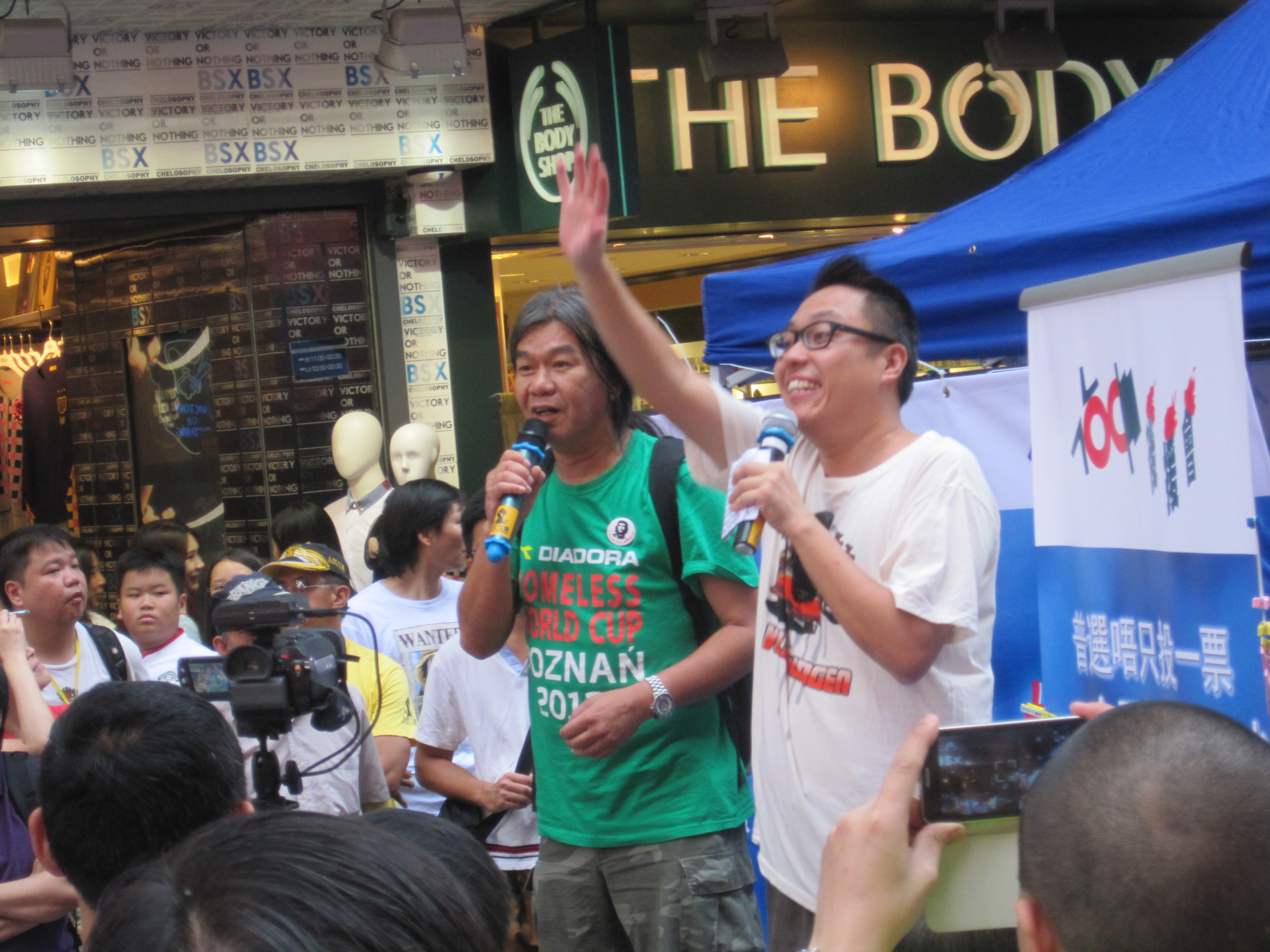
旺角西洋菜街，2013年10月13日，佔中後援會發起人：社民連主席長毛梁國雄、人民力量執委快必譚得志
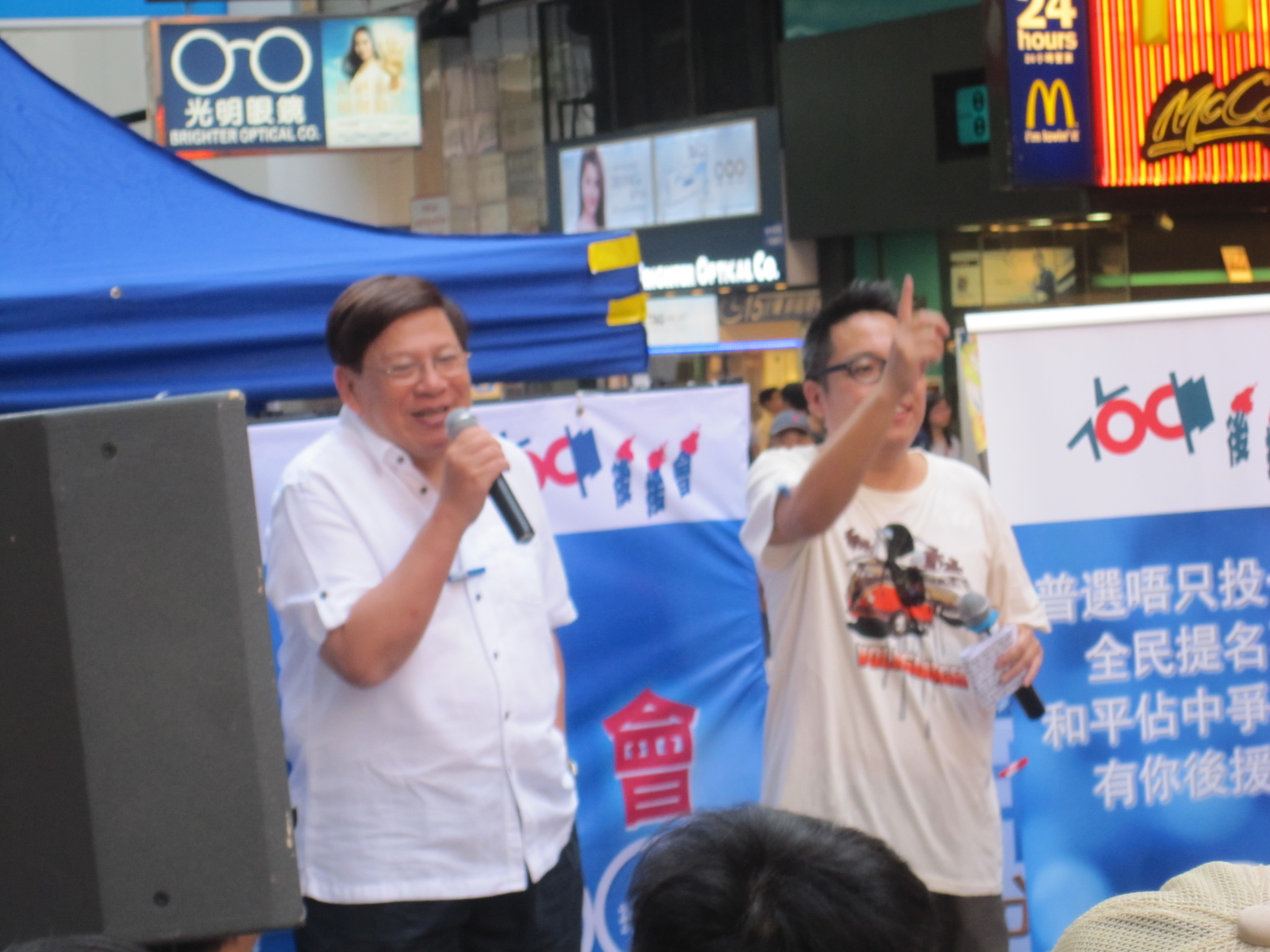
旺角西洋菜街，2013年10月13日，謎米香港創辦人蕭若元參加佔中後援會。
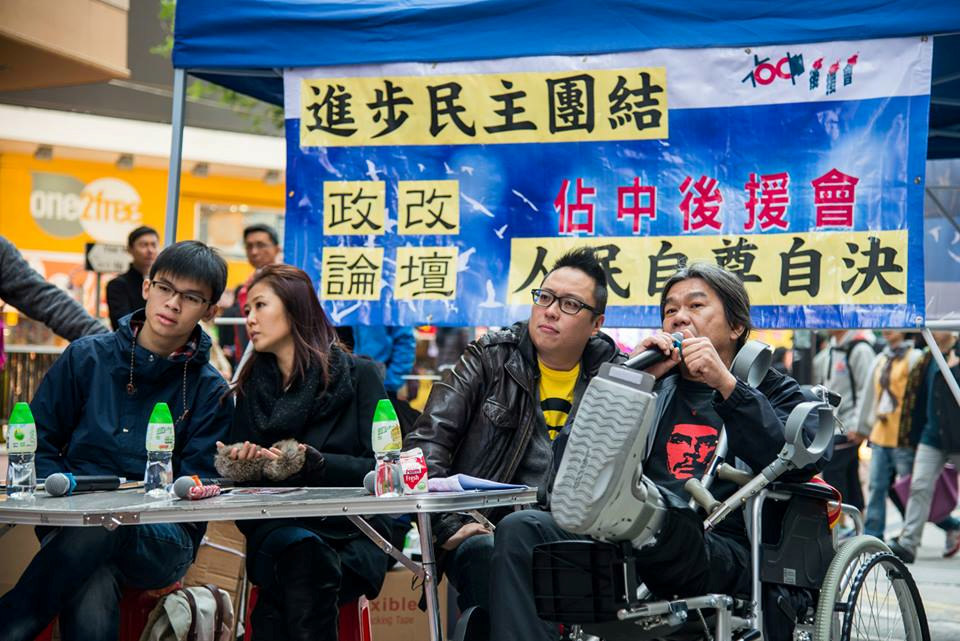
2013年12月22日，佔中後援會在銅鑼灣舉行街頭論壇。演講嘉賓：學民思潮黎汶洛、人民力量袁彌明、人民力量快必譚得志、社民連長毛梁國雄。

## 事件

### 2014年元旦中環導賞團
為繼承2013年元旦晚上「民主倒梁力量」發動的中環民主自由行，「佔中後援會」發起「公民提名導賞團」及「佔中導賞團」。 在民陣元旦遊行結束後，分組到中環不同地方步行，每組不超過廿人，在港鐵中環站及多個路口舉行「導賞團」，在馬路徘徊不下十多次，故意放慢腳步甚至假扮跌倒。發起的組織稱有200人參與。

### 衝擊民主黨的佔中宣誓儀式

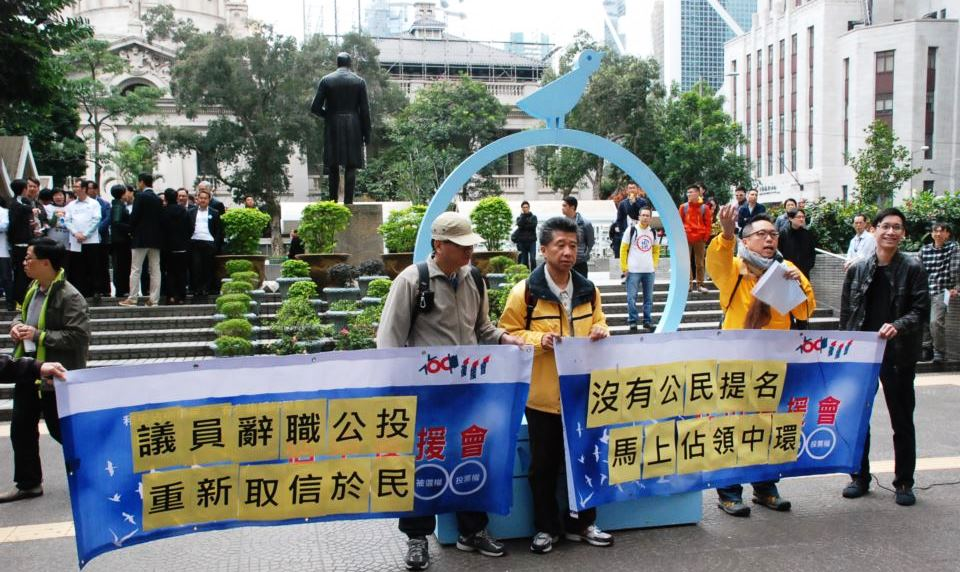
快必在民主黨宣誓前發言批評民主黨是假宣誓。

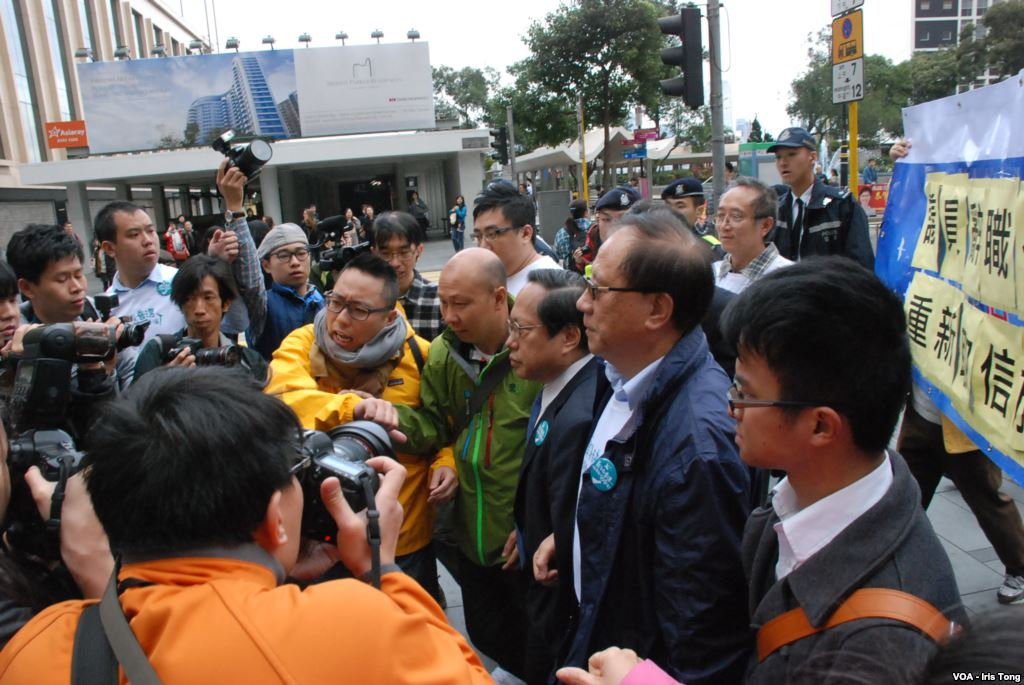
快必不斷向民主黨人叫罵。

在和平佔中運動發起人戴耀廷、朱耀明見證下，近40位民主黨成員昨在中環皇后像廣場宣誓，稱會在無真普選下義無反顧參與佔中；其間人民力量及佔中後援會踩場狙擊，批評民主黨支持2010年的政改方案，批評朱耀明牧師為民主黨發假誓作證並非基督徒，也批評戴耀廷不堅持公民提名。宣誓儀式結束後，劉慧卿、何俊仁被佔中後援會成員包圍狙擊；混亂期間，劉慧卿被「民主黨、賣香港」的毛巾擲中頭部，何俊仁亦被毛巾擊中。
民主黨批評是人民力量攻擊、騎劫佔中運動，雙方爭論不休。 之後，泛民主派20名議員聯署譴責佔中後援會。 此事在時事評論界亦引起回響。 時事評論員李怡在為《蘋果日報》撰寫社論，批評民主黨，指出民主分裂的責任在於民主黨迴避公民提名。 民主黨總幹事林卓廷寫文反駁李怡。 雙方連翻筆仗論戰。

### 夾實「佔中」商討日
2013年底，和平佔中展開了很多場商討日二（D Day 2），佔中後援會積極參加，表達訴求。12月7日，佔中後援會大規模參與和平佔中在石峽尾中華基督教會深愛堂舉行的 D Day 2。引來某些和平佔中的支持者不滿，公開批評佔中後援會騎劫。
其後，戴耀廷、陳健民決定延覽各方賢達提交政改方案，總共十五個方案，讓簽署了佔領中環意向書的市民在商討日三 (D Day3) 參投票選出三個方案。選出的三個方案將會在2014年6月22日舉行6.22民間全民投票，成為和平佔中的政改方案。佔中後援會仝人跟戴耀廷爭論何謂「國際標準」，憂慮民主黨等人會最終把持一切，令和平佔中最終只是為了一個有篩選的方案去「佔領中環」，違反運動的原意。

### 參與七一遮打預演佔中

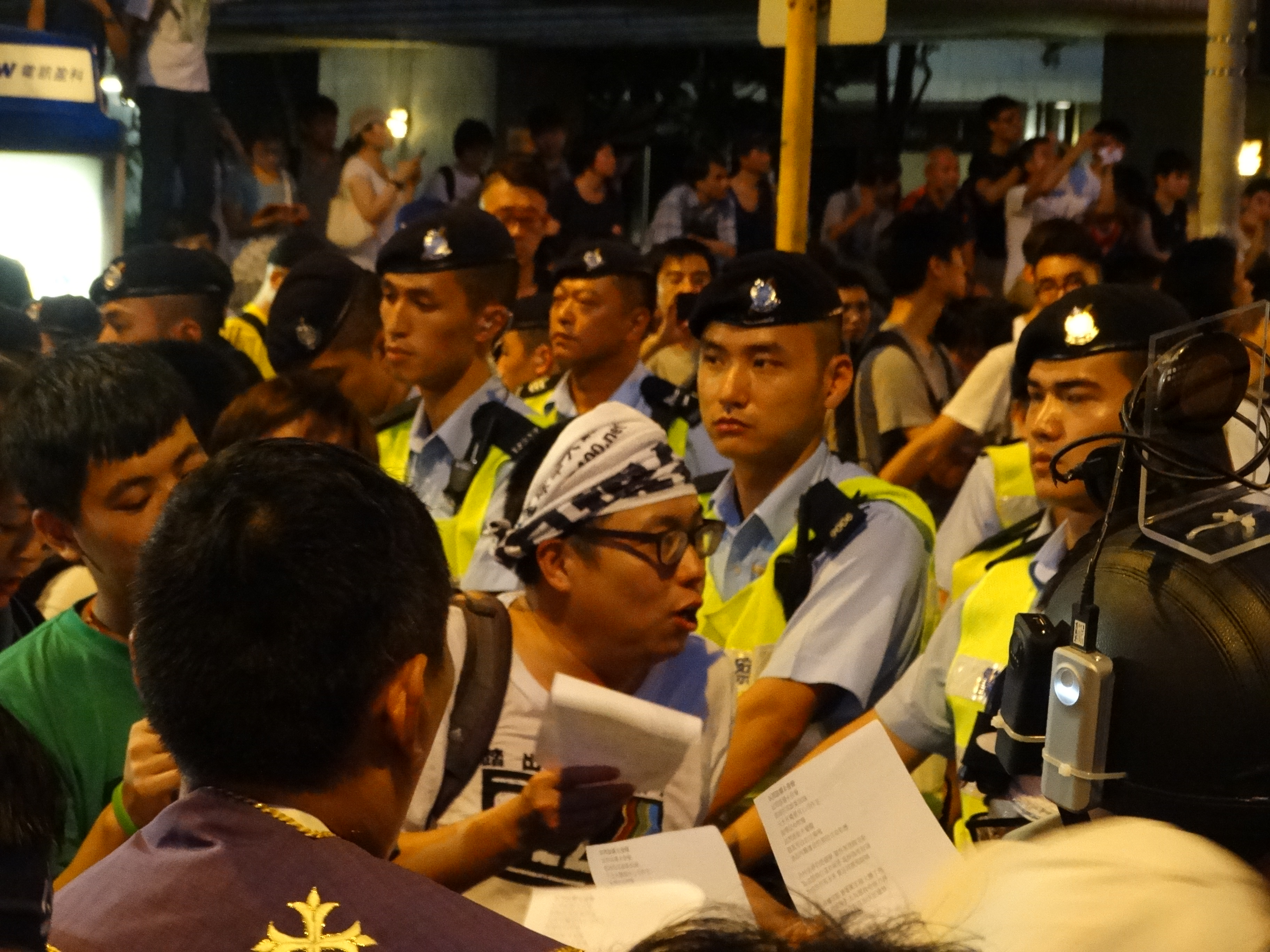
佔中後援會、基督路小教會由張大衛（牧師）牧師、「快必」譚得志唱聖詩，為學生禱告。

2014年5月，佔中後援會宣佈將會在七一晚上發動活動預演佔中。 6月，香港專上學生聯會與學民思潮決定在七一晚上在七一遊行集會完結之後實行「預演佔中」，於遮打道繼續留守至7月2日早上八時正。 於是，多個泛民團體改為派員以個人身份參與佔領。而「佔中後援會」則表明會在當晚舉行「佔中導賞團」及「路過中環」行動，在中區一帶游走，聲言堵塞交通及擾亂警方。
7月1日當晚，學聯如期在遮打道「預演佔中」。佔中後援會最終決定放棄游走、流動佔領，改為在遮打道邊緣支援學生。7月2日清晨，警方在人群之後、遠離大台之處拿著鐵馬向人群推進。佔中後援會、基督路小教會仝人即時上前攔阻警方前進，韁持近兩個小時。後來警方拉封鎖線，決定拘捕所有佔領人士，佔中後援會遂決定暫時撤退到遮打公園。 最終，511名佔領者被捕，當中至少三名佔中後援會成員被捕。

### 挑戰周融的反佔中遊行
由於佔中後援會的發起人與支持者都是激進民主派，支持佔領中環、公民抗命的立場鮮明，因此時常跟中共支持者如青關愛口角、罵戰。 周融與一群親共組織成立「保普選反佔中」大聯盟，於2014年8月17日發動「保普選、反佔中」遊行。佔中後援會就在銅鑼灣開街站公開批評周融等人，引起罵戰，更被部份親共人士投擲雜物，雞蛋更擲中了維持秩序的警員。 「快必」接受記者訪問，批評周融聲稱「反暴力」，但他們就只因意見不同便向佔中人士投擲雜物，是在自我否定，證明他們才是真正暴力。

解毒反佔中
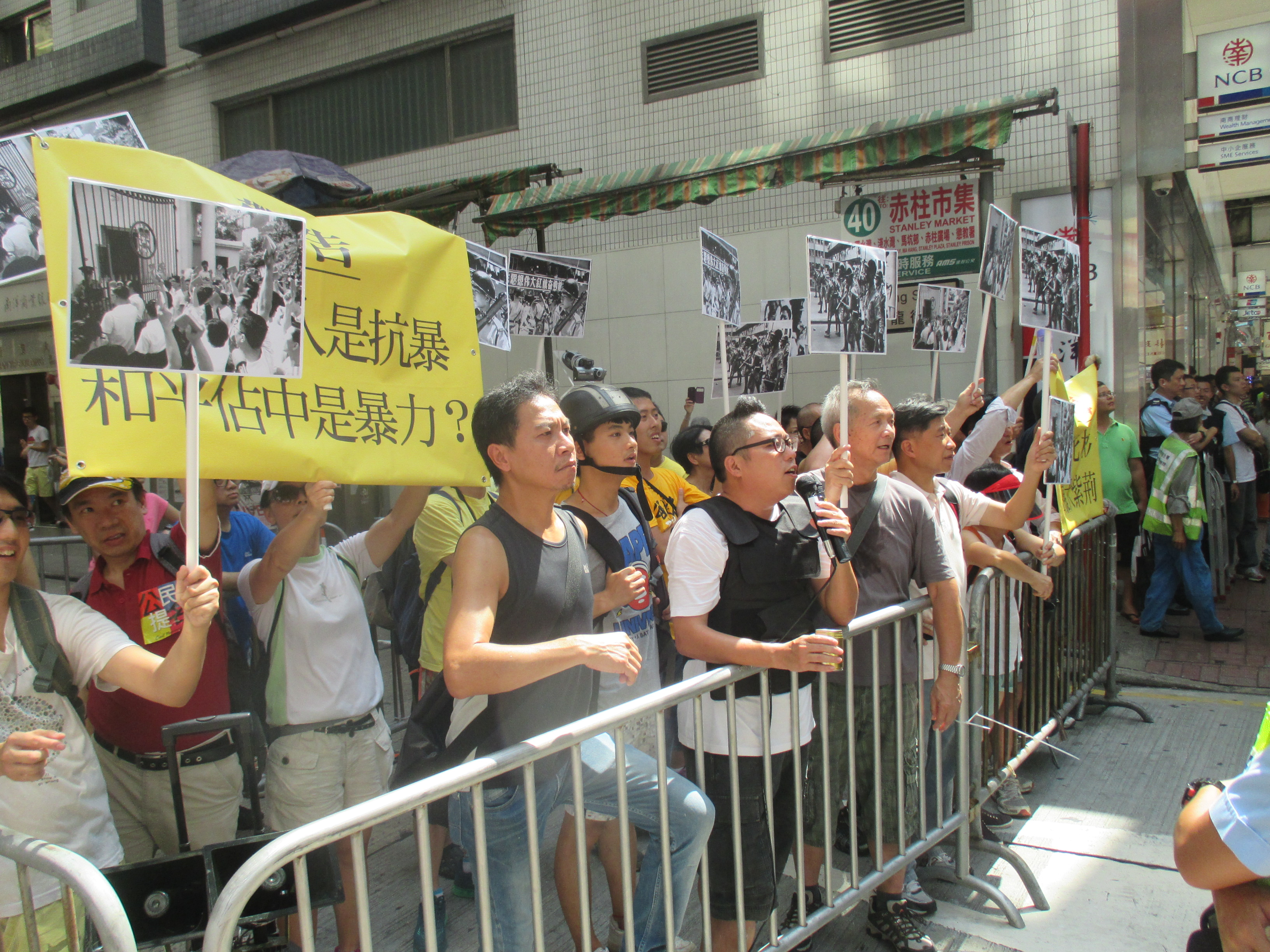
2014年8月17日發動「保普選、反佔中」遊行。佔中後援會就在銅鑼灣開街站公開批評周融等親共人士才是真正的暴力份子。
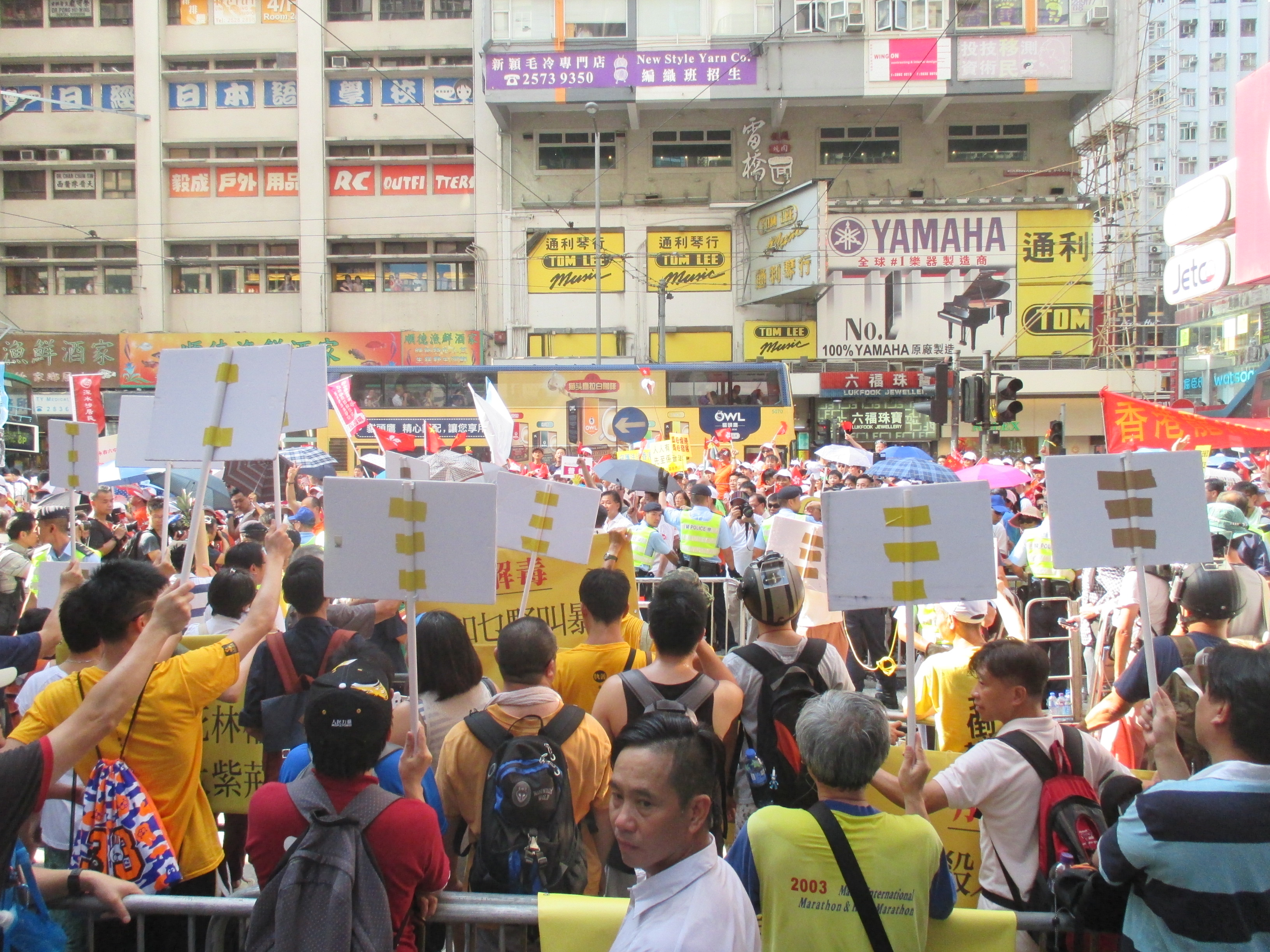
「保普選、反佔中」遊行人士，跟佔中後援會隔著警方人鏈互相指罵。

### 全面投入雨傘運動
2014年9月21日，佔中後援會舉行大會，宣佈全程參與「讓愛與和平佔領中環|和平佔中」計劃10月1日「去飲」的佔領中環。2014年9月28日下午，民眾首先佔據了夏愨道、干諾道一帶，雨傘運動爆發。同一時間，佔中後援會率領群眾佔領了金鐘道，擴大佔領馬路範圍、癱瘓香港島交通，實踐了戴耀庭「佔領中環」的構思。 此後，佔中後援會夥同基督路小教會，跟隨人民力量協助金鐘道的「地主」學生守護陣地。10月15日被警方清場，開通金鐘道。人民力量、佔中後援會退守添馬街，守住金鐘道與夏愨道之間的這通道，繼續守護夏愨道主佔領區。

### 堅守旺角佔領區
9月28日群眾佔據金鐘遭到催淚彈鎮壓。憤怒的群眾佔領了旺角彌敦道、亞皆老街十字路口。 旺角佔領區的群眾組合與金鐘的有明顯不同，金鐘是清新整潔的大學校園，旺角的龍蛇混雜、亂中有序；金鐘是學生與白領，旺角有大叔大嬸、陀地長毛飛。 旺角的群眾組合以基層為主，並非傳統社運人士，包括旺角街坊，甚至有部份是社團人士。這改變了過去民主運動由中產、知識份子帶領的慣例。
為此，佔中後援會堅守旺角。佔中後援會快必譚得志主力守護旺角佔領區，成為佔旺區一大勢力。 卻也因此跟黃毓民、黃洋達等人產生嚴重衝突，終於發生了「勇武派衝擊人力大台」事變。11月26日，旺角清場，人力執委快必譚得志被捕。

佔中後援會在雨傘運動的參與
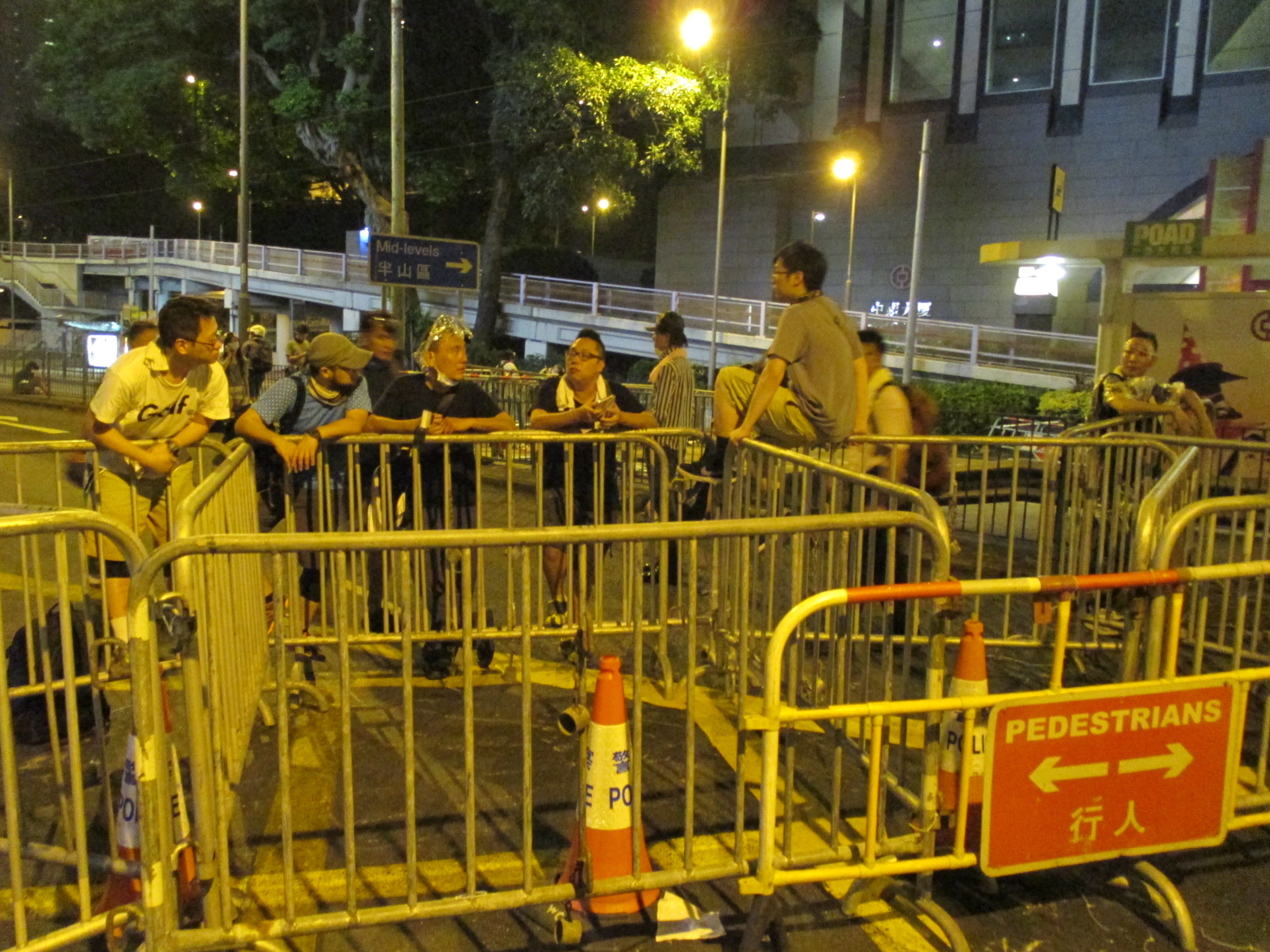
快必跟佔中後援會支持者，與少數市民留守佔領金鐘道。2014年9月29日零晨零時50分。
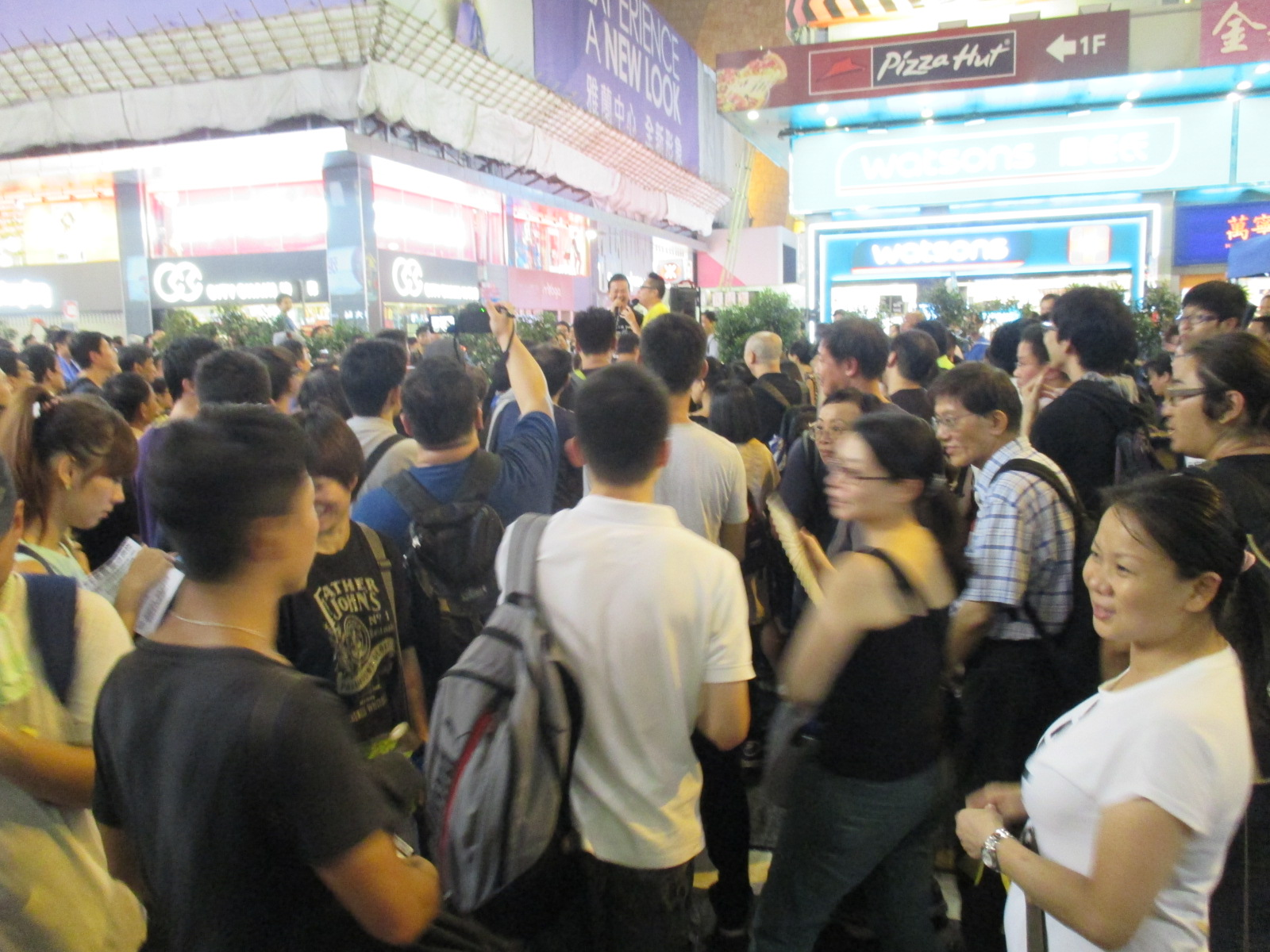
2014年9月30號晚上，快必譚得志、慢必陳志全在旺角佔領區開咪，萬人空巷。
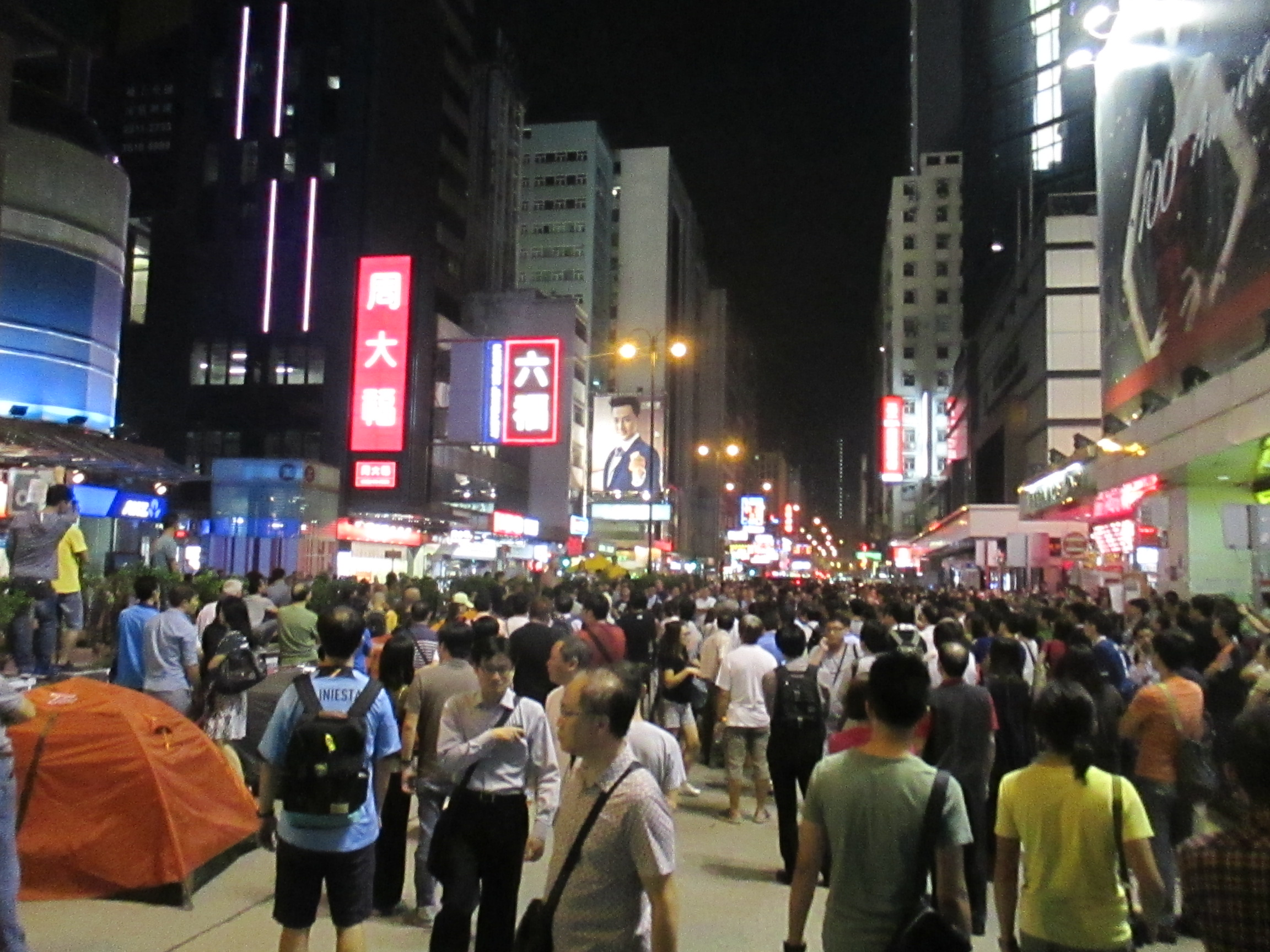
旺角佔領區人民力量陣地（第一時期），在亞皆老街以北、彌敦道快富街一帶。人氣旺盛。2014年10月14日。
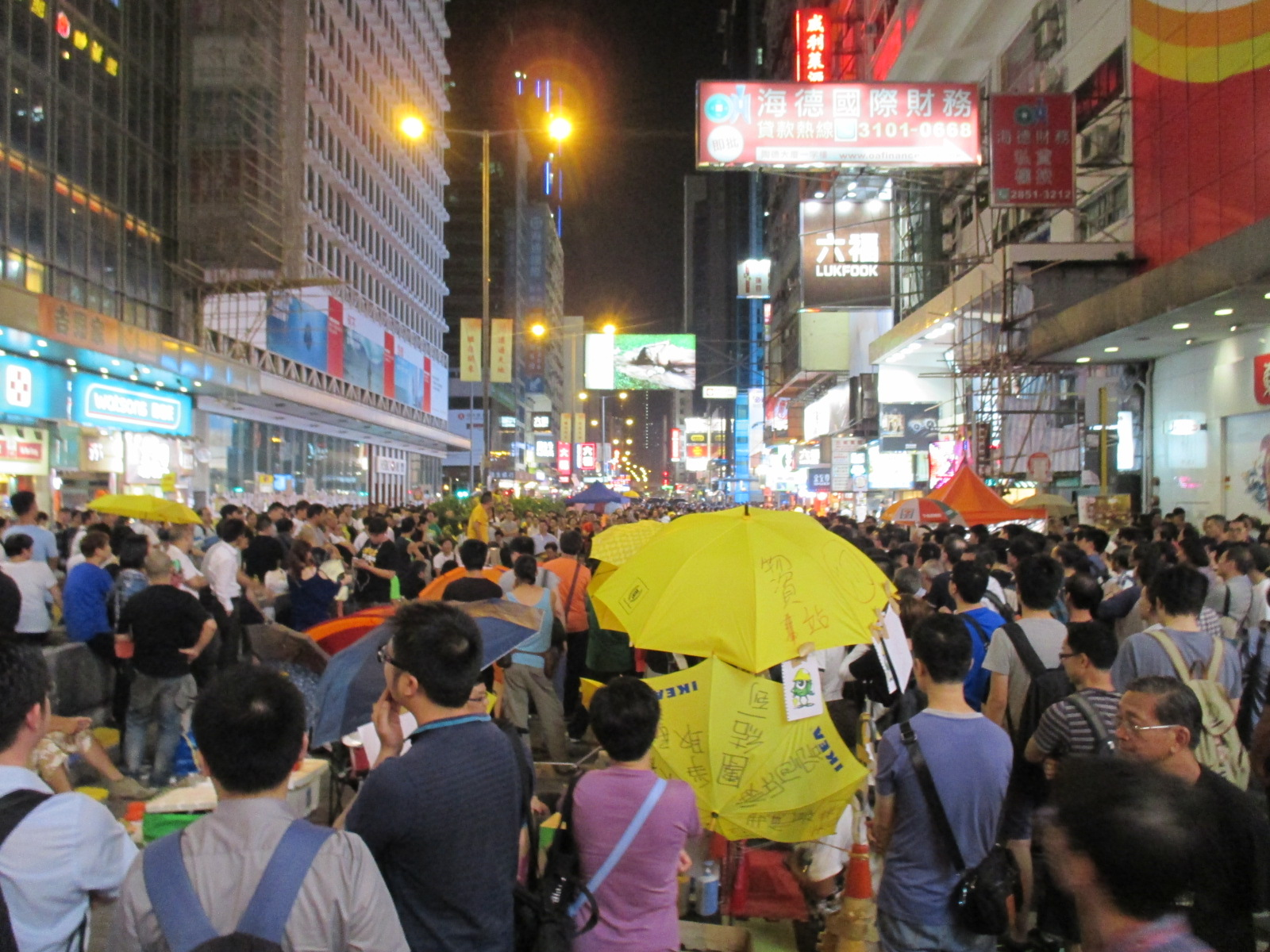
旺角佔領區人民力量陣地（第二時期），在亞皆老街以南，彌敦道東亞銀行、旺角銀行中心之間。快必譚得志演講，萬人空巷。2014年10月21日。

### 佔領機場客運大樓
另一方面，佔中後援會與基督路小教會也參與人民力量在旺角佔領區的街站。張大衛牧師提出佔領機場客運大樓，惹來批評。 及後，學聯決定11月15日坐飛機到北京闖關。基督路小教會呼籲民眾到機場撐黃傘送機。

### 聖誕普選報佳音
11月26日，旺角清場。「快必」譚得志與張大衛牧師隨即發起「聖誕普選報佳音」，從12月初起，多次帶領群眾遊走尖沙咀、佐敦、銅鑼灣等地遊走，歌唱聖誕改編的普選歌曲、批評警察在佔領期間濫用暴力，聲援旺角鳩嗚團，聲援銅鑼灣佔領區。 政府擔心太多人群聚集會再次爆發佔領運動，要求香港的商場取消平安夜倒數活動。佔中後援會與基督路小教會就在平安夜晚帶領群眾到銅鑼灣時代廣場自發倒數。 12月31號晚，佔中後援會現身尖沙咀海旁，與參觀維港除夕煙花匯現的群眾一齊呼叫：「我要真普選。」

普選報佳音2014
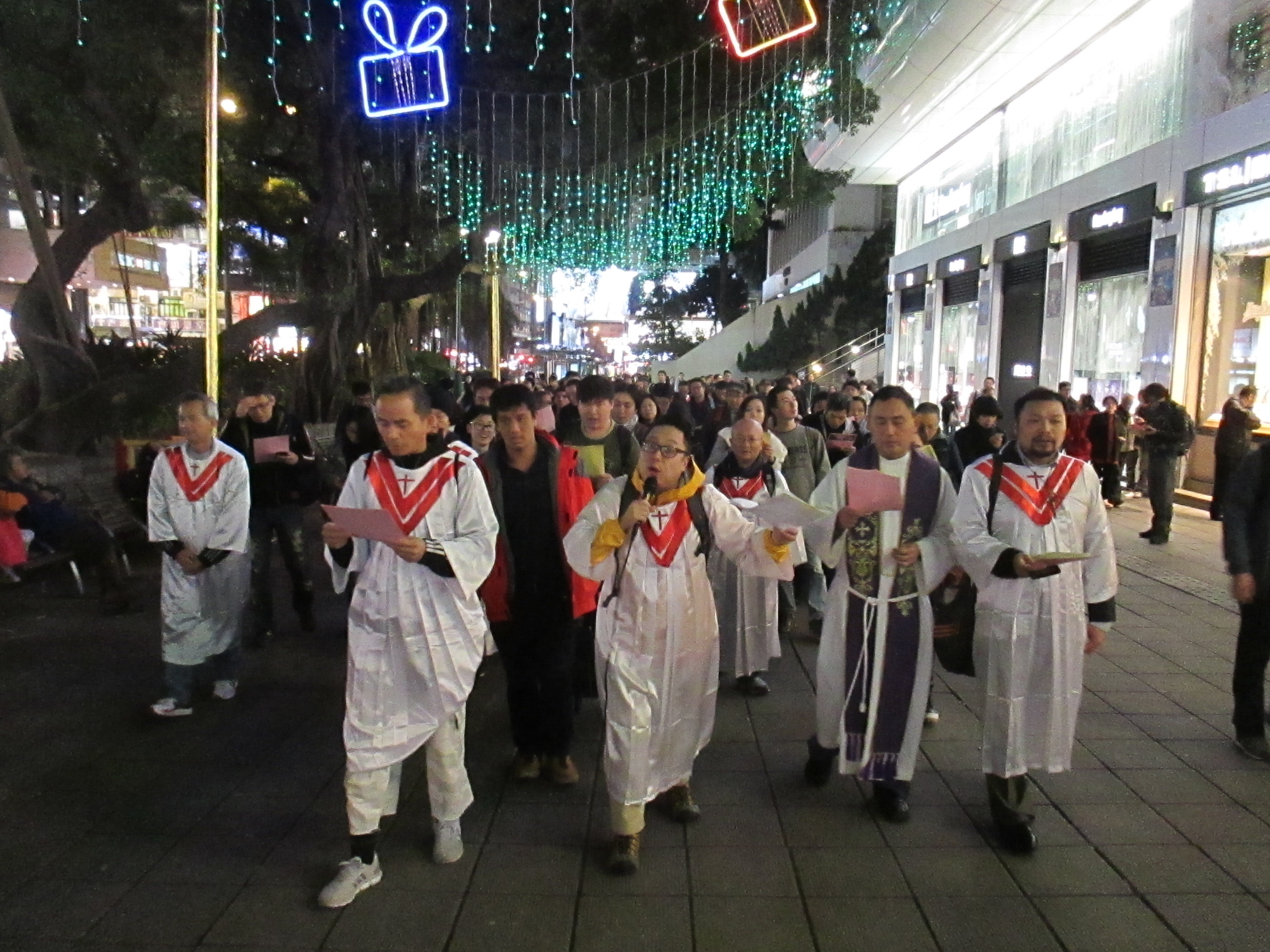
基督路小教會、佔中後援會，帶領群眾在柏麗大道報「普選」佳音。2014年12月5日。
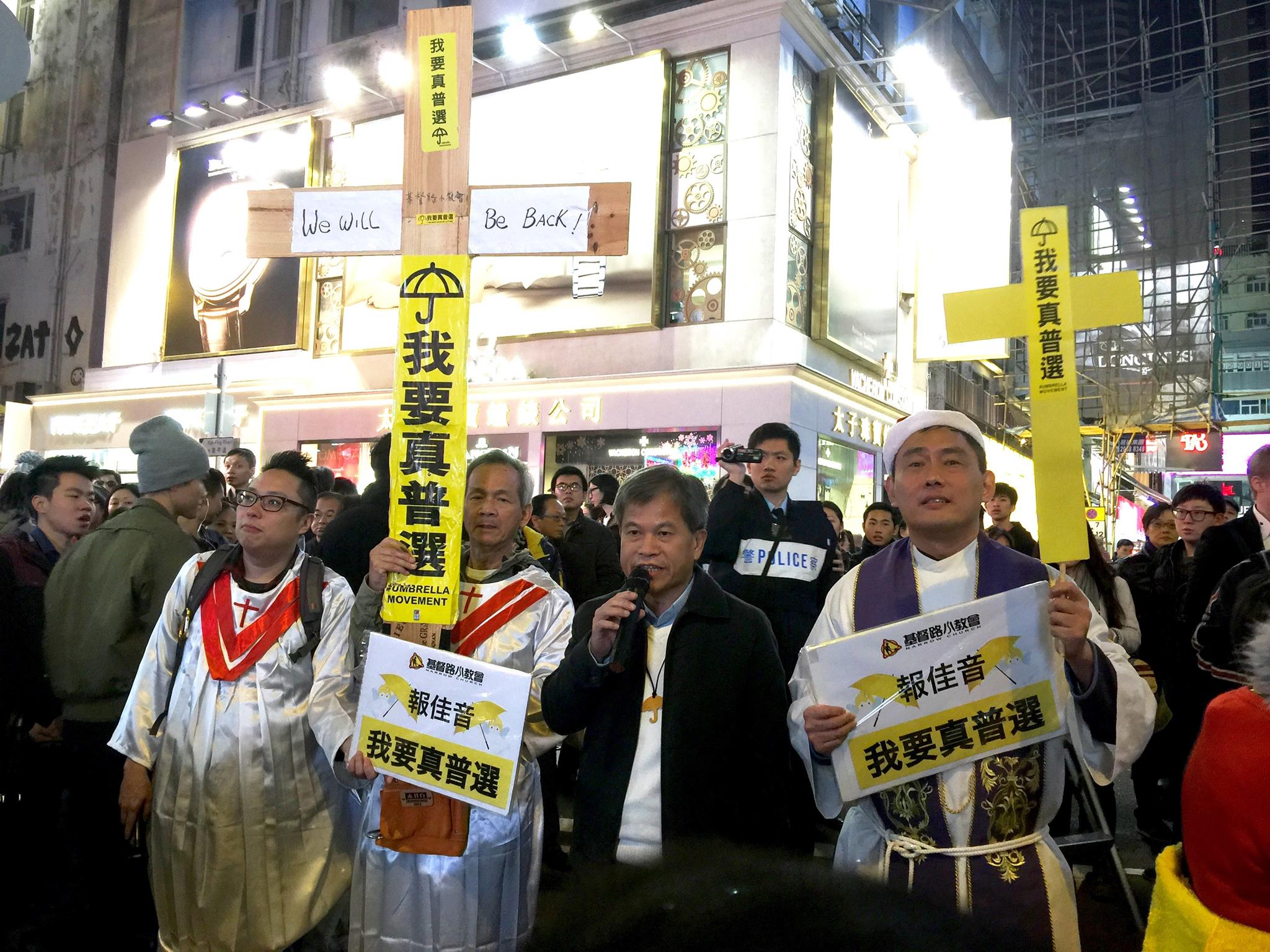
2014年12月20日，銅鑼灣，普選報佳音。馮智活牧師參與並發言。
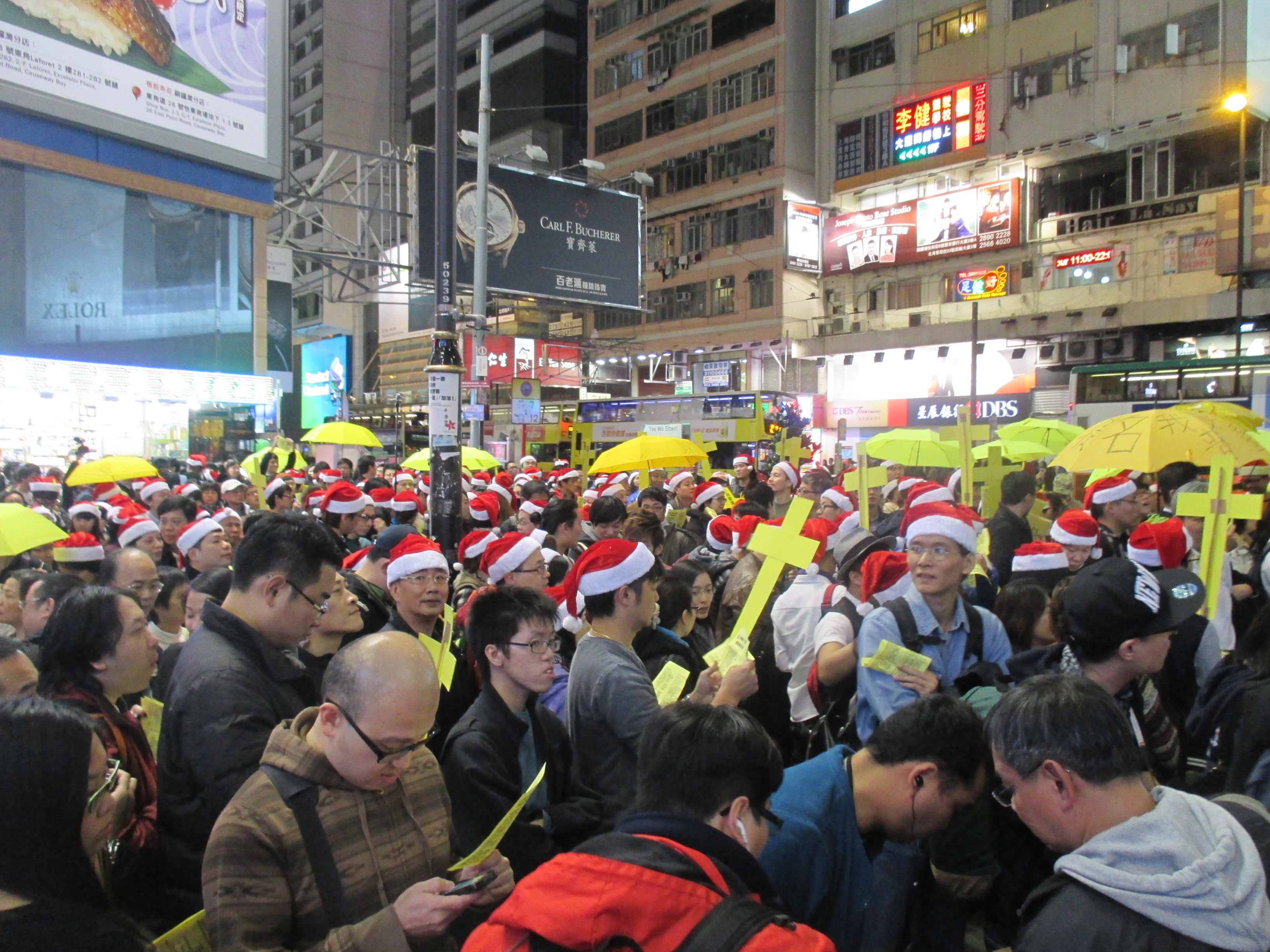
與群眾在銅鑼灣報「普選」佳音。2014年12月24日平安夜。
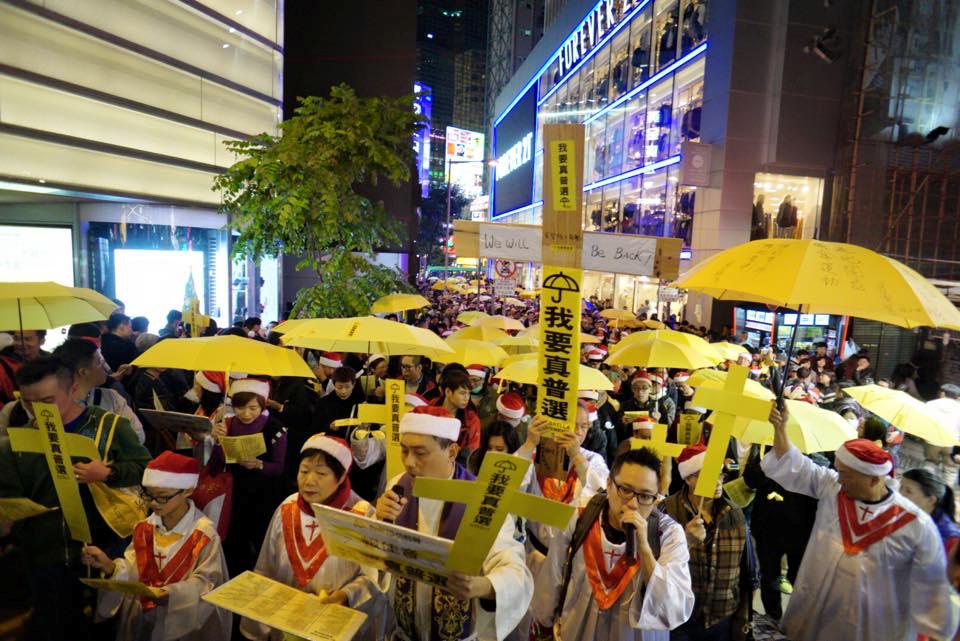
佔中後援會與民眾一邊唱改編歌要求普選、批評警察濫用暴力，一邊遊行向時代廣場參加平安夜倒數。

## 評論
「和平佔中」秘書處不滿「佔中後援會」的名字相近，讓市民誤以為佔中後援會的論述是和平佔中的立場，遂發公開聲明橫清界線。 一直反對「佔領中環」運動的黃洋達、熱血公民亦連翻揶揄、攻擊佔中後援會。
更有評論員指責「佔中後援會」在民主黨宣誓佔中之時抗議、搗亂，是配合建制派、親政府力量去攻擊「和平佔中」為暴力行為。
2014年10月22日，佔中後援會提出佔領香港國際機場，被蔣麗芸議員指責破壞安寧、擾亂香港經濟。